# A History of Violence (comics)
Pour les articles homonymes, voir A History of Violence.
A History of Violence est une série de comics américains en noir et blanc. La série a été écrite par John Wagner et dessiné par Vince Locke.

## Synopsis
Tom McKenna est un homme sans histoire. Il tient un petit café dans une petite ville des États-Unis. Mais le jour où il neutralise deux voyous qui essayaient de dévaliser son commerce, il devient un véritable héros national, et la presse se masse devant sa porte. Tom refuse cependant tous les honneurs qui lui sont faits et veut retrouver sa vie discrète d'avant.
Quand le soufflé médiatique retombe, il se croit tiré d'affaire, mais sa notoriété nationale a réveillé de vieux démons de son passé. En effet, la jeunesse de Tom est hantée par un braquage qu'il a commis avec son ami Richie Benedetto contre un des parrains new-yorkais. Un des « porte-flingues » de cet homme, John Torrino, à qui Tom a crevé un œil lors de son coup d'éclat, pense l'avoir reconnu.
Torrino descend alors de New York pour s'assurer que c'est bien lui. Lors de la première confrontation, Tom arrive à garder son sang-froid et à faire croire à la méprise, mais lorsque le truand croise par hasard Frank, le fils du barman, il reconnaît immédiatement les traits du jeune homme. Il le prend en otage avant de se rendre chez McKenna pour l'exécuter, mais les choses tournent court et les trois mafieux sont mis hors course : Torrino est gravement blessé et ses deux associés tués.
Tom est alors contraint de raconter toute l'histoire à sa femme et à la police et se rendre à New York pour témoigner. Mais la mise hors circuit de Torrino - assassiné à l'hôpital par un inconnu qui parvient à prendre la fuite - n'est pas la fin de ses ennuis. Il reçoit un coup de téléphone pendant la nuit, et il reconnaît la voix de son complice de jadis, Richie, déformée par la douleur. Comprenant que le message vient de Lou Manzi, le fils du parrain qu'il avait abattu lors du braquage, et que ce dernier est à l'initiative de la mort de Torrino, il contacte l'avocat de celui-ci pour organiser une rencontre. Il parvient à sortir de l'hôtel surveillé par la police et à se rendre au point de rendez-vous. Arrivé sur les lieux, il est sonné par surprise par les hommes de Manzi à l'aide d'un taser et se réveille dans un entrepôt désaffecté encadré par les gardes du truand. Il parvient cependant à s'en débarrasser à l'aide d'une bombe lacrymogène, cachée dans un faux plâtre, et se retrouve face à Manzi. Mais la confrontation tourne mal et il se retrouve menotté aux côtés des restes mutilés de son ancien camarade, que Manzi a torturé pendant vingt ans. Alors qu'il commence à le torturer, McKenna est rendu fou de rage par les menaces faites contre sa famille, et il parvient à se libérer et à tuer son bourreau, se libérant ainsi définitivement de son passé.

## Les personnages
- Tom McKenna, alias Joey : patron d'un petit café, il a refait sa vie après avoir été traqué par la mafia, et changé d'identité en usurpant celle d'une personne décédée.
- John Torrino : un ancien tueur de la mafia. Il a perdu un œil, arraché par un barbelé lors de la poursuite avec Joey après le braquage. Il a juré la perte de l'auteur de ce forfait. Il a gardé et porte autour de son cou un de ses doigts qu'il a réussi à lui couper, pour raviver son besoin de vengeance. Ce désir de vengeance finit par lui être fatal : Il sera assassiné sur ordre de Lou Manzi pour avoir voulu tuer lui même Joey, et ainsi voler la vengeance de son patron.
- Richie Benedetto : complice de Joey, il est le frère d'un jeune garçon tué par le parrain local. Il a juré de se venger et c'est pourquoi il organise le braquage.
- Lou Manzi : fils d'un parrain de la pègre tué lors du braquage de Joey et Richie. C'est un sadique et il a juré de se venger du duo.

## Publication

### Éditeurs
- Publiée au départ par Paradox Press, une sous-division de DC Comics.
- Delcourt (Collection Contrebande) : première édition  (ISBN 978-2-84789-933-7) (2005).

## Adaptations
- A History of Violence est un film de David Cronenberg sorti en 2005, avec Viggo Mortensen, Ed Harris et William Hurt.